# Autostrada A623 (Niemcy)
Autostrada A623 (niem. Bundesautobahn 623 (BAB 623) także Autobahn 623 (A623)) – autostrada w Niemczech przebiegająca z północy na południe, łącząca autostradę A8 z centrum Saarbrücken w Saarze.